# Coupe de Bretagne de football gaélique
La Coupe de Bretagne de football gaélique est une compétition disputée par les clubs bretons de football gaélique. Le vainqueur de la coupe est qualifié pour la Finale du Championnat de France de football gaélique.
Cette compétition voit le jour lors de la saison 2010/2011 ; la première édition est remportée par Rennes face à Nantes. L'ensemble des éditions ont été remportées par les clubs bretilliens de Rennes et de Liffré.

## Palmarès
| Année | Vainqueur | Second                         |
| ----- | --------- | ------------------------------ |
| 2011  | Rennes    | Nantes                         |
| 2012  | Liffré    | Gaelic Football Bro-Leon       |
| 2013  | Liffré    | Gaelic Football Bro Sant-Brieg |
| 2014  | Rennes    | Liffré                         |
| 2015  | Liffré    | Rennes                         |
| 2016  | Rennes    | Nantes                         |
| 2017  | Liffré    | Rennes                         |

## Éditions

### Saison 2010-2011
|  | Quarts de finale                | Quarts de finale         |             |            | Demi-finales             | Demi-finales             |  |  | Finale                 | Finale                 |
|  | Quarts de finale                | Quarts de finale         |             |            | Demi-finales             | Demi-finales             |  |  | Finale                 | Finale                 |
|  |                                 |                          |             |            |                          |                          |  |  |                        |                        |
|  | 4 décembre 2010 à Rennes        | 4 décembre 2010 à Rennes |             |            | 29 janvier 2011 à Liffré | 29 janvier 2011 à Liffré |  |  | 16 avril 2011 à Nantes | 16 avril 2011 à Nantes |
|  | 4 décembre 2010 à Rennes        | 4 décembre 2010 à Rennes |             |            | 29 janvier 2011 à Liffré | 29 janvier 2011 à Liffré |  |  | 16 avril 2011 à Nantes | 16 avril 2011 à Nantes |
|  | Rennes                          | 11 (1-8)                 |             |            | 29 janvier 2011 à Liffré | 29 janvier 2011 à Liffré |  |  | 16 avril 2011 à Nantes | 16 avril 2011 à Nantes |
|  | Rennes                          | 11 (1-8)                 |             |            | 29 janvier 2011 à Liffré | 29 janvier 2011 à Liffré |  |  | 16 avril 2011 à Nantes | 16 avril 2011 à Nantes |
|  | Guérande                        | 8 (1-5)                  |             |            | 29 janvier 2011 à Liffré | 29 janvier 2011 à Liffré |  |  | 16 avril 2011 à Nantes | 16 avril 2011 à Nantes |
|  | Guérande                        | 8 (1-5)                  | Rennes      | 30 (8-6)   |                          |                          |  |  | 16 avril 2011 à Nantes | 16 avril 2011 à Nantes |
|  | 15 janvier 2011 à Liffré        |                          | Rennes      | 30 (8-6)   |                          |                          |  |  | 16 avril 2011 à Nantes | 16 avril 2011 à Nantes |
|  |                                 | Liffré                   | 26 (6-8)    |            |                          |                          |  |  | 16 avril 2011 à Nantes | 16 avril 2011 à Nantes |
|  | Liffré                          | Liffré                   | 26 (6-8)    | 54 (11-21) |                          |                          |  |  | 16 avril 2011 à Nantes | 16 avril 2011 à Nantes |
|  | Liffré                          |                          |             | 54 (11-21) |                          |                          |  |  | 16 avril 2011 à Nantes | 16 avril 2011 à Nantes |
|  | Saint-Malo                      | 7 (1-4)                  |             |            |                          |                          |  |  | 16 avril 2011 à Nantes | 16 avril 2011 à Nantes |
|  | Saint-Malo                      | 7 (1-4)                  | Rennes      | 21 (4-9)   |                          |                          |  |  |                        |                        |
|  | 12 décembre 2010 à Saint-Brieuc |                          | Rennes      | 21 (4-9)   |                          |                          |  |  |                        |                        |
|  |                                 | Nantes                   | 16 (3-7)    |            |                          |                          |  |  |                        |                        |
|  | GF Bro-Sant-Brieg               | Nantes                   | 16 (3-7)    | 3 (0-3)    |                          |                          |  |  |                        |                        |
|  | GF Bro-Sant-Brieg               | 6 février 2011 à Brest   |             | 3 (0-3)    |                          |                          |  |  |                        |                        |
|  | GF Bro-Leon                     | 30 (7-9)                 |             |            |                          |                          |  |  |                        |                        |
|  | GF Bro-Leon                     | 30 (7-9)                 | GF Bro-Leon | 12 (3-3)   |                          |                          |  |  |                        |                        |
|  | 12 décembre 2010 à Nantes       |                          | GF Bro-Leon | 12 (3-3)   |                          |                          |  |  |                        |                        |
|  |                                 | Nantes                   | 17 (3-8)    |            |                          |                          |  |  |                        |                        |
|  | Nantes                          | Nantes                   | 17 (3-8)    | 29 (7-8)   |                          |                          |  |  |                        |                        |
|  | Nantes                          |                          |             | 29 (7-8)   |                          |                          |  |  |                        |                        |
|  | Vannes                          | 13 (4-1)                 |             |            |                          |                          |  |  |                        |                        |
|  | Vannes                          | 13 (4-1)                 |             |            |                          |                          |  |  |                        |                        |

### Saison 2011-2012
|  | Quarts de finale          | Quarts de finale           |             |           | Demi-finales            | Demi-finales            |  |  | Finale               | Finale               |
|  | Quarts de finale          | Quarts de finale           |             |           | Demi-finales            | Demi-finales            |  |  | Finale               | Finale               |
|  |                           |                            |             |           |                         |                         |  |  |                      |                      |
|  | 10 décembre 2011 à Brest  | 10 décembre 2011 à Brest   |             |           | 28 janvier 2012 à Brest | 28 janvier 2012 à Brest |  |  | 4 mars 2012 à Liffré | 4 mars 2012 à Liffré |
|  | 10 décembre 2011 à Brest  | 10 décembre 2011 à Brest   |             |           | 28 janvier 2012 à Brest | 28 janvier 2012 à Brest |  |  | 4 mars 2012 à Liffré | 4 mars 2012 à Liffré |
|  | GF Bro-Leon               | 57 (15-12)                 |             |           | 28 janvier 2012 à Brest | 28 janvier 2012 à Brest |  |  | 4 mars 2012 à Liffré | 4 mars 2012 à Liffré |
|  | GF Bro-Leon               | 57 (15-12)                 |             |           | 28 janvier 2012 à Brest | 28 janvier 2012 à Brest |  |  | 4 mars 2012 à Liffré | 4 mars 2012 à Liffré |
|  | Kerne FG                  | 0                          |             |           | 28 janvier 2012 à Brest | 28 janvier 2012 à Brest |  |  | 4 mars 2012 à Liffré | 4 mars 2012 à Liffré |
|  | Kerne FG                  | 0                          | GF Bro-Leon | 15 (4-3)  |                         |                         |  |  | 4 mars 2012 à Liffré | 4 mars 2012 à Liffré |
|  | 4 décembre 2011 à Pordic  |                            | GF Bro-Leon | 15 (4-3)  |                         |                         |  |  | 4 mars 2012 à Liffré | 4 mars 2012 à Liffré |
|  |                           | GF Bro-Sant-Brieg          | 14 (1-11)   |           |                         |                         |  |  | 4 mars 2012 à Liffré | 4 mars 2012 à Liffré |
|  | GF Bro-Sant-Brieg         | GF Bro-Sant-Brieg          | 14 (1-11)   | 20 (3-11) |                         |                         |  |  | 4 mars 2012 à Liffré | 4 mars 2012 à Liffré |
|  | GF Bro-Sant-Brieg         |                            |             | 20 (3-11) |                         |                         |  |  | 4 mars 2012 à Liffré | 4 mars 2012 à Liffré |
|  | Vannes                    | 09 (3-0)                   |             |           |                         |                         |  |  | 4 mars 2012 à Liffré | 4 mars 2012 à Liffré |
|  | Vannes                    | 09 (3-0)                   | GF Bro-Leon | 12 (3-3)  |                         |                         |  |  |                      |                      |
|  | 30 novembre 2011 à Rennes |                            | GF Bro-Leon | 12 (3-3)  |                         |                         |  |  |                      |                      |
|  |                           | Liffré                     | 20 (6-2)    |           |                         |                         |  |  |                      |                      |
|  | Rennes                    | Liffré                     | 20 (6-2)    | 11 (1-8)  |                         |                         |  |  |                      |                      |
|  | Rennes                    | 29 janvier 2012 à Guérande |             | 11 (1-8)  |                         |                         |  |  |                      |                      |
|  | Liffré                    | 25 (3-16)                  |             |           |                         |                         |  |  |                      |                      |
|  | Liffré                    | 25 (3-16)                  | Liffré      | 34 (6-16) |                         |                         |  |  |                      |                      |
|  | 7 janvier 2012 à Nantes   |                            | Liffré      | 34 (6-16) |                         |                         |  |  |                      |                      |
|  |                           | Guérande                   | 15 (4-3)    |           |                         |                         |  |  |                      |                      |
|  | Nantes                    | Guérande                   | 15 (4-3)    | 09 (0-9)  |                         |                         |  |  |                      |                      |
|  | Nantes                    |                            |             | 09 (0-9)  |                         |                         |  |  |                      |                      |
|  | Guérande                  | 16 (2-10)                  |             |           |                         |                         |  |  |                      |                      |
|  | Guérande                  | 16 (2-10)                  |             |           |                         |                         |  |  |                      |                      |

Liffré remporte la finale face à Brest (20-12) et se qualifie pour la phase finale du championnat de France qui a lieu le 9 juin 2012 au Stade Espinassou de Niort.

### Saison 2012-2013
|  | 1er tour                     | 1er tour                    |                              |          | Quarts de finale                | Quarts de finale                |  |  | Demi-finales           | Demi-finales           |  |  | Finale                       | Finale                       |
|  | ---------------------------- | --------------------------- | ---------------------------- | -------- | ------------------------------- | ------------------------------- |  |  | ---------------------- | ---------------------- |  |  | ---------------------------- | ---------------------------- |
|  |                              |                             |                              |          |                                 |                                 |  |  |                        |                        |  |  |                              |                              |
|  |                              |                             |                              |          | le 1er décembre 2012 à Locronan | le 1er décembre 2012 à Locronan |  |  | le 5 mai 2013 à Pordic | le 5 mai 2013 à Pordic |  |  | le 2 juin 2013 à Pont-Scorff | le 2 juin 2013 à Pont-Scorff |
|  |                              |                             |                              |          | le 1er décembre 2012 à Locronan | le 1er décembre 2012 à Locronan |  |  | le 5 mai 2013 à Pordic | le 5 mai 2013 à Pordic |  |  | le 2 juin 2013 à Pont-Scorff | le 2 juin 2013 à Pont-Scorff |
|  |                              |                             |                              |          | le 1er décembre 2012 à Locronan | le 1er décembre 2012 à Locronan |  |  | le 5 mai 2013 à Pordic | le 5 mai 2013 à Pordic |  |  | le 2 juin 2013 à Pont-Scorff | le 2 juin 2013 à Pont-Scorff |
|  |                              |                             |                              |          | le 1er décembre 2012 à Locronan | le 1er décembre 2012 à Locronan |  |  | le 5 mai 2013 à Pordic | le 5 mai 2013 à Pordic |  |  | le 2 juin 2013 à Pont-Scorff | le 2 juin 2013 à Pont-Scorff |
|  |                              |                             |                              |          | le 1er décembre 2012 à Locronan | le 1er décembre 2012 à Locronan |  |  | le 5 mai 2013 à Pordic | le 5 mai 2013 à Pordic |  |  | le 2 juin 2013 à Pont-Scorff | le 2 juin 2013 à Pont-Scorff |
|  |                              | Kerne FG                    | 13 (3-4)                     |          |                                 |                                 |  |  | le 5 mai 2013 à Pordic | le 5 mai 2013 à Pordic |  |  | le 2 juin 2013 à Pont-Scorff | le 2 juin 2013 à Pont-Scorff |
|  |                              |                             | 13 (3-4)                     |          |                                 |                                 |  |  | le 5 mai 2013 à Pordic | le 5 mai 2013 à Pordic |  |  | le 2 juin 2013 à Pont-Scorff | le 2 juin 2013 à Pont-Scorff |
|  |                              | GF Bro Sant-Brieg           | 28 (4-16)                    |          |                                 |                                 |  |  | le 5 mai 2013 à Pordic | le 5 mai 2013 à Pordic |  |  | le 2 juin 2013 à Pont-Scorff | le 2 juin 2013 à Pont-Scorff |
|  |                              | GF Bro Sant-Brieg           | 28 (4-16)                    |          |                                 |                                 |  |  | le 5 mai 2013 à Pordic | le 5 mai 2013 à Pordic |  |  | le 2 juin 2013 à Pont-Scorff | le 2 juin 2013 à Pont-Scorff |
|  | le 15 décembre 2012 à Nantes |                             |                              |          |                                 |                                 |  |  | le 5 mai 2013 à Pordic | le 5 mai 2013 à Pordic |  |  | le 2 juin 2013 à Pont-Scorff | le 2 juin 2013 à Pont-Scorff |
|  |                              |                             |                              |          |                                 |                                 |  |  | le 5 mai 2013 à Pordic | le 5 mai 2013 à Pordic |  |  | le 2 juin 2013 à Pont-Scorff | le 2 juin 2013 à Pont-Scorff |
|  |                              | GF Bro Sant-Brieg           |                              |          |                                 |                                 |  |  |                        |                        |  |  | le 2 juin 2013 à Pont-Scorff | le 2 juin 2013 à Pont-Scorff |
|  |                              |                             |                              |          |                                 |                                 |  |  |                        |                        |  |  | le 2 juin 2013 à Pont-Scorff | le 2 juin 2013 à Pont-Scorff |
|  |                              |                             | Nantes                       | F        |                                 |                                 |  |  |                        |                        |  |  | le 2 juin 2013 à Pont-Scorff | le 2 juin 2013 à Pont-Scorff |
|  |                              |                             | Nantes                       | F        |                                 |                                 |  |  |                        |                        |  |  | le 2 juin 2013 à Pont-Scorff | le 2 juin 2013 à Pont-Scorff |
|  | le 3 avril 2013 à Liffré     |                             |                              |          |                                 |                                 |  |  |                        |                        |  |  | le 2 juin 2013 à Pont-Scorff | le 2 juin 2013 à Pont-Scorff |
|  |                              |                             |                              |          |                                 |                                 |  |  |                        |                        |  |  | le 2 juin 2013 à Pont-Scorff | le 2 juin 2013 à Pont-Scorff |
|  |                              | Nantes                      | 26 (7-5)                     |          |                                 |                                 |  |  |                        |                        |  |  | le 2 juin 2013 à Pont-Scorff | le 2 juin 2013 à Pont-Scorff |
|  |                              |                             | 26 (7-5)                     |          |                                 |                                 |  |  |                        |                        |  |  | le 2 juin 2013 à Pont-Scorff | le 2 juin 2013 à Pont-Scorff |
|  |                              | GF Bro-Leon Brest           | 5 (0-5)                      |          |                                 |                                 |  |  |                        |                        |  |  | le 2 juin 2013 à Pont-Scorff | le 2 juin 2013 à Pont-Scorff |
|  |                              | GF Bro-Leon Brest           | 5 (0-5)                      |          |                                 |                                 |  |  |                        |                        |  |  | le 2 juin 2013 à Pont-Scorff | le 2 juin 2013 à Pont-Scorff |
|  | le 8 décembre 2012 à Liffré  |                             |                              |          |                                 |                                 |  |  |                        |                        |  |  | le 2 juin 2013 à Pont-Scorff | le 2 juin 2013 à Pont-Scorff |
|  |                              |                             |                              |          |                                 |                                 |  |  |                        |                        |  |  | le 2 juin 2013 à Pont-Scorff | le 2 juin 2013 à Pont-Scorff |
|  |                              | GF Bro Sant-Brieg           | 9 (2-3)                      |          |                                 |                                 |  |  |                        |                        |  |  |                              |                              |
|  |                              |                             | 9 (2-3)                      |          |                                 |                                 |  |  |                        |                        |  |  |                              |                              |
|  |                              | Liffré                      | 56 (13-17)                   |          |                                 |                                 |  |  |                        |                        |  |  |                              |                              |
|  |                              | Liffré                      | 56 (13-17)                   |          |                                 |                                 |  |  |                        |                        |  |  |                              |                              |
|  |                              |                             |                              |          |                                 |                                 |  |  |                        |                        |  |  |                              |                              |
|  |                              |                             |                              |          |                                 |                                 |  |  |                        |                        |  |  |                              |                              |
|  | Liffré                       | 55 (10-25)                  |                              |          |                                 |                                 |  |  |                        |                        |  |  |                              |                              |
|  | Liffré                       | 55 (10-25)                  | le 4 novembre 2012 à Lorient |          |                                 |                                 |  |  |                        |                        |  |  |                              |                              |
|  |                              | Guérande                    | 9 (2-3)                      |          |                                 |                                 |  |  |                        |                        |  |  |                              |                              |
|  | Lorient                      | Guérande                    | 9 (2-3)                      | 13 (4-1) |                                 |                                 |  |  |                        |                        |  |  |                              |                              |
|  | Lorient                      | le 23 février 2013 à Vannes |                              | 13 (4-1) |                                 |                                 |  |  |                        |                        |  |  |                              |                              |
|  | Guérande                     | 33 (7-12)                   |                              |          |                                 |                                 |  |  |                        |                        |  |  |                              |                              |
|  | Guérande                     | 33 (7-12)                   |                              | Liffré   | 21 (5-6)                        |                                 |  |  |                        |                        |  |  |                              |                              |
|  |                              |                             |                              | Liffré   | 21 (5-6)                        |                                 |  |  |                        |                        |  |  |                              |                              |
|  |                              | Rennes                      | 15 (2-9)                     |          |                                 |                                 |  |  |                        |                        |  |  |                              |                              |
|  |                              | Rennes                      | 15 (2-9)                     |          |                                 |                                 |  |  |                        |                        |  |  |                              |                              |
|  |                              |                             |                              |          |                                 |                                 |  |  |                        |                        |  |  |                              |                              |
|  |                              |                             |                              |          |                                 |                                 |  |  |                        |                        |  |  |                              |                              |
|  | Vannes                       | 8 (2-2)                     |                              |          |                                 |                                 |  |  |                        |                        |  |  |                              |                              |
|  | Vannes                       | 8 (2-2)                     |                              |          |                                 |                                 |  |  |                        |                        |  |  |                              |                              |
|  |                              | Rennes                      | 32 (8-8)                     |          |                                 |                                 |  |  |                        |                        |  |  |                              |                              |
|  |                              | Rennes                      | 32 (8-8)                     |          |                                 |                                 |  |  |                        |                        |  |  |                              |                              |
|  |                              |                             |                              |          |                                 |                                 |  |  |                        |                        |  |  |                              |                              |
|  |                              |                             |                              |          |                                 |                                 |  |  |                        |                        |  |  |                              |                              |
|  |                              |                             |                              |          |                                 |                                 |  |  |                        |                        |  |  |                              |                              |

### Saison 2013-2014
|  | 1er tour                     | 1er tour                       |                                |         | Quarts de finale            | Quarts de finale            |  |  | Demi-finales              | Demi-finales              |  |  | Finale                  | Finale                  |
|  | ---------------------------- | ------------------------------ | ------------------------------ | ------- | --------------------------- | --------------------------- |  |  | ------------------------- | ------------------------- |  |  | ----------------------- | ----------------------- |
|  |                              |                                |                                |         |                             |                             |  |  |                           |                           |  |  |                         |                         |
|  |                              |                                |                                |         | le 15 février 2014 à Rennes | le 15 février 2014 à Rennes |  |  | le 26 avril 2014 à Rennes | le 26 avril 2014 à Rennes |  |  | le 17 mai 2014 à Rennes | le 17 mai 2014 à Rennes |
|  |                              |                                |                                |         | le 15 février 2014 à Rennes | le 15 février 2014 à Rennes |  |  | le 26 avril 2014 à Rennes | le 26 avril 2014 à Rennes |  |  | le 17 mai 2014 à Rennes | le 17 mai 2014 à Rennes |
|  |                              |                                |                                |         | le 15 février 2014 à Rennes | le 15 février 2014 à Rennes |  |  | le 26 avril 2014 à Rennes | le 26 avril 2014 à Rennes |  |  | le 17 mai 2014 à Rennes | le 17 mai 2014 à Rennes |
|  |                              |                                |                                |         | le 15 février 2014 à Rennes | le 15 février 2014 à Rennes |  |  | le 26 avril 2014 à Rennes | le 26 avril 2014 à Rennes |  |  | le 17 mai 2014 à Rennes | le 17 mai 2014 à Rennes |
|  |                              |                                |                                |         | le 15 février 2014 à Rennes | le 15 février 2014 à Rennes |  |  | le 26 avril 2014 à Rennes | le 26 avril 2014 à Rennes |  |  | le 17 mai 2014 à Rennes | le 17 mai 2014 à Rennes |
|  |                              | Rennes                         | 45 (10-15)                     |         |                             |                             |  |  | le 26 avril 2014 à Rennes | le 26 avril 2014 à Rennes |  |  | le 17 mai 2014 à Rennes | le 17 mai 2014 à Rennes |
|  | le 30 novembre 2013 à Rennes | Rennes                         | 45 (10-15)                     |         |                             |                             |  |  | le 26 avril 2014 à Rennes | le 26 avril 2014 à Rennes |  |  | le 17 mai 2014 à Rennes | le 17 mai 2014 à Rennes |
|  |                              | GF Bro Sant-Brieg              | 4 (1-1)                        |         |                             |                             |  |  | le 26 avril 2014 à Rennes | le 26 avril 2014 à Rennes |  |  | le 17 mai 2014 à Rennes | le 17 mai 2014 à Rennes |
|  | Rennes                       | GF Bro Sant-Brieg              | 4 (1-1)                        | 33      |                             |                             |  |  | le 26 avril 2014 à Rennes | le 26 avril 2014 à Rennes |  |  | le 17 mai 2014 à Rennes | le 17 mai 2014 à Rennes |
|  | Rennes                       | le 17 novembre 2013 à Guérande |                                | 33      |                             |                             |  |  | le 26 avril 2014 à Rennes | le 26 avril 2014 à Rennes |  |  | le 17 mai 2014 à Rennes | le 17 mai 2014 à Rennes |
|  | GF Bro Dreger                | 12                             |                                |         |                             |                             |  |  | le 26 avril 2014 à Rennes | le 26 avril 2014 à Rennes |  |  | le 17 mai 2014 à Rennes | le 17 mai 2014 à Rennes |
|  | GF Bro Dreger                | 12                             |                                | Rennes  | 35                          |                             |  |  |                           |                           |  |  | le 17 mai 2014 à Rennes | le 17 mai 2014 à Rennes |
|  |                              |                                |                                | Rennes  | 35                          |                             |  |  |                           |                           |  |  | le 17 mai 2014 à Rennes | le 17 mai 2014 à Rennes |
|  |                              |                                | Nantes                         | 7       |                             |                             |  |  |                           |                           |  |  | le 17 mai 2014 à Rennes | le 17 mai 2014 à Rennes |
|  |                              |                                | Nantes                         | 7       |                             |                             |  |  |                           |                           |  |  | le 17 mai 2014 à Rennes | le 17 mai 2014 à Rennes |
|  | le 23 février 2014 à Lorient |                                |                                |         |                             |                             |  |  |                           |                           |  |  | le 17 mai 2014 à Rennes | le 17 mai 2014 à Rennes |
|  |                              |                                |                                |         |                             |                             |  |  |                           |                           |  |  | le 17 mai 2014 à Rennes | le 17 mai 2014 à Rennes |
|  |                              | Guérande                       | 21 (4-9)                       |         |                             |                             |  |  |                           |                           |  |  | le 17 mai 2014 à Rennes | le 17 mai 2014 à Rennes |
|  |                              |                                | 21 (4-9)                       |         |                             |                             |  |  |                           |                           |  |  | le 17 mai 2014 à Rennes | le 17 mai 2014 à Rennes |
|  |                              | Nantes                         | 28 (5-13)                      |         |                             |                             |  |  |                           |                           |  |  | le 17 mai 2014 à Rennes | le 17 mai 2014 à Rennes |
|  |                              | Nantes                         | 28 (5-13)                      |         |                             |                             |  |  |                           |                           |  |  | le 17 mai 2014 à Rennes | le 17 mai 2014 à Rennes |
|  | le 16 janvier 2014 à Lorient |                                |                                |         |                             |                             |  |  |                           |                           |  |  | le 17 mai 2014 à Rennes | le 17 mai 2014 à Rennes |
|  |                              |                                |                                |         |                             |                             |  |  |                           |                           |  |  | le 17 mai 2014 à Rennes | le 17 mai 2014 à Rennes |
|  |                              | Rennes                         | 31 (6-13)                      |         |                             |                             |  |  |                           |                           |  |  |                         |                         |
|  |                              |                                | 31 (6-13)                      |         |                             |                             |  |  |                           |                           |  |  |                         |                         |
|  |                              | Liffré                         | 23 (5-8)                       |         |                             |                             |  |  |                           |                           |  |  |                         |                         |
|  |                              | Liffré                         | 23 (5-8)                       |         |                             |                             |  |  |                           |                           |  |  |                         |                         |
|  |                              |                                |                                |         |                             |                             |  |  |                           |                           |  |  |                         |                         |
|  |                              |                                |                                |         |                             |                             |  |  |                           |                           |  |  |                         |                         |
|  | Lorient                      | 35 (8-11)                      |                                |         |                             |                             |  |  |                           |                           |  |  |                         |                         |
|  | Lorient                      | 35 (8-11)                      | le 16 novembre 2013 à Locronan |         |                             |                             |  |  |                           |                           |  |  |                         |                         |
|  |                              | Kerne FG                       | 7 (1-4)                        |         |                             |                             |  |  |                           |                           |  |  |                         |                         |
|  | GF Bro-Leon Brest            | Kerne FG                       | 7 (1-4)                        | 6 (1-3) |                             |                             |  |  |                           |                           |  |  |                         |                         |
|  | GF Bro-Leon Brest            | le 26 octobre 2013 à Liffré    |                                | 6 (1-3) |                             |                             |  |  |                           |                           |  |  |                         |                         |
|  | Kerne FG                     | 39 (10-9)                      |                                |         |                             |                             |  |  |                           |                           |  |  |                         |                         |
|  | Kerne FG                     | 39 (10-9)                      |                                | Lorient | 4 (0-4)                     |                             |  |  |                           |                           |  |  |                         |                         |
|  |                              |                                |                                | Lorient | 4 (0-4)                     |                             |  |  |                           |                           |  |  |                         |                         |
|  |                              | Liffré                         | 38 (7-17)                      |         |                             |                             |  |  |                           |                           |  |  |                         |                         |
|  |                              | Liffré                         | 38 (7-17)                      |         |                             |                             |  |  |                           |                           |  |  |                         |                         |
|  |                              |                                |                                |         |                             |                             |  |  |                           |                           |  |  |                         |                         |
|  |                              |                                |                                |         |                             |                             |  |  |                           |                           |  |  |                         |                         |
|  | Liffré                       | 52 (13-13)                     |                                |         |                             |                             |  |  |                           |                           |  |  |                         |                         |
|  | Liffré                       | 52 (13-13)                     |                                |         |                             |                             |  |  |                           |                           |  |  |                         |                         |
|  |                              | Vannes                         | 6 (1-3)                        |         |                             |                             |  |  |                           |                           |  |  |                         |                         |
|  |                              | Vannes                         | 6 (1-3)                        |         |                             |                             |  |  |                           |                           |  |  |                         |                         |
|  |                              |                                |                                |         |                             |                             |  |  |                           |                           |  |  |                         |                         |
|  |                              |                                |                                |         |                             |                             |  |  |                           |                           |  |  |                         |                         |
|  |                              |                                |                                |         |                             |                             |  |  |                           |                           |  |  |                         |                         |

### Saison 2014-2015
Le tirage au sort de l'édition 2014-2015 a eu lieu le dimanche 3 août 2014 à Lorient, dans le cadre du Festival interceltique.
|  | 1er tour                           | 1er tour                      |                        |           | Quarts de finale            | Quarts de finale            |  |  | Demi-finales            | Demi-finales            |  |  | Finale                  | Finale                  |
|  | 1er tour                           | 1er tour                      |                        |           | Quarts de finale            | Quarts de finale            |  |  | Demi-finales            | Demi-finales            |  |  | Finale                  | Finale                  |
|  |                                    |                               |                        |           |                             |                             |  |  |                         |                         |  |  |                         |                         |
|  |                                    |                               |                        |           | Le 13 décembre 2014 à Brest | Le 13 décembre 2014 à Brest |  |  | Le 23 mai 2015 à Rennes | Le 23 mai 2015 à Rennes |  |  | Le 23 mai 2015 à Rennes | Le 23 mai 2015 à Rennes |
|  |                                    |                               |                        |           | Le 13 décembre 2014 à Brest | Le 13 décembre 2014 à Brest |  |  | Le 23 mai 2015 à Rennes | Le 23 mai 2015 à Rennes |  |  | Le 23 mai 2015 à Rennes | Le 23 mai 2015 à Rennes |
|  |                                    |                               |                        |           | Le 13 décembre 2014 à Brest | Le 13 décembre 2014 à Brest |  |  | Le 23 mai 2015 à Rennes | Le 23 mai 2015 à Rennes |  |  | Le 23 mai 2015 à Rennes | Le 23 mai 2015 à Rennes |
|  |                                    |                               |                        |           | Le 13 décembre 2014 à Brest | Le 13 décembre 2014 à Brest |  |  | Le 23 mai 2015 à Rennes | Le 23 mai 2015 à Rennes |  |  | Le 23 mai 2015 à Rennes | Le 23 mai 2015 à Rennes |
|  |                                    |                               |                        |           | Le 13 décembre 2014 à Brest | Le 13 décembre 2014 à Brest |  |  | Le 23 mai 2015 à Rennes | Le 23 mai 2015 à Rennes |  |  | Le 23 mai 2015 à Rennes | Le 23 mai 2015 à Rennes |
|  | GF Bro-Leon Brest                  | 15 (2-9)                      |                        |           |                             |                             |  |  | Le 23 mai 2015 à Rennes | Le 23 mai 2015 à Rennes |  |  | Le 23 mai 2015 à Rennes | Le 23 mai 2015 à Rennes |
|  | GF Bro-Leon Brest                  | 15 (2-9)                      |                        |           |                             |                             |  |  | Le 23 mai 2015 à Rennes | Le 23 mai 2015 à Rennes |  |  | Le 23 mai 2015 à Rennes | Le 23 mai 2015 à Rennes |
|  |                                    | Nantes                        | 29 (7-5)               |           |                             |                             |  |  | Le 23 mai 2015 à Rennes | Le 23 mai 2015 à Rennes |  |  | Le 23 mai 2015 à Rennes | Le 23 mai 2015 à Rennes |
|  |                                    | Nantes                        | 29 (7-5)               |           |                             |                             |  |  | Le 23 mai 2015 à Rennes | Le 23 mai 2015 à Rennes |  |  | Le 23 mai 2015 à Rennes | Le 23 mai 2015 à Rennes |
|  | Le 14 mars 2015 à Vannes           |                               |                        |           |                             |                             |  |  | Le 23 mai 2015 à Rennes | Le 23 mai 2015 à Rennes |  |  | Le 23 mai 2015 à Rennes | Le 23 mai 2015 à Rennes |
|  |                                    |                               |                        |           |                             |                             |  |  | Le 23 mai 2015 à Rennes | Le 23 mai 2015 à Rennes |  |  | Le 23 mai 2015 à Rennes | Le 23 mai 2015 à Rennes |
|  | Rennes                             | 22 (4-10)                     |                        |           |                             |                             |  |  |                         |                         |  |  | Le 23 mai 2015 à Rennes | Le 23 mai 2015 à Rennes |
|  | Rennes                             | 22 (4-10)                     | Le 26 octobre à Vannes |           |                             |                             |  |  |                         |                         |  |  | Le 23 mai 2015 à Rennes | Le 23 mai 2015 à Rennes |
|  |                                    | Nantes                        | 2 (0-2)                |           |                             |                             |  |  |                         |                         |  |  | Le 23 mai 2015 à Rennes | Le 23 mai 2015 à Rennes |
|  | Vannes                             | Nantes                        | 2 (0-2)                | 30 (6-12) |                             |                             |  |  |                         |                         |  |  | Le 23 mai 2015 à Rennes | Le 23 mai 2015 à Rennes |
|  | Vannes                             | Le 10 janvier 2015 à Liffré   |                        | 30 (6-12) |                             |                             |  |  |                         |                         |  |  | Le 23 mai 2015 à Rennes | Le 23 mai 2015 à Rennes |
|  | GF Bro Sant-Brieg                  | 19 (5-4)                      |                        |           |                             |                             |  |  |                         |                         |  |  | Le 23 mai 2015 à Rennes | Le 23 mai 2015 à Rennes |
|  | GF Bro Sant-Brieg                  | 19 (5-4)                      | Vannes                 | 1 (0-1)   |                             |                             |  |  |                         |                         |  |  | Le 23 mai 2015 à Rennes | Le 23 mai 2015 à Rennes |
|  | Le 10 janvier 2015                 |                               | Vannes                 | 1 (0-1)   |                             |                             |  |  |                         |                         |  |  | Le 23 mai 2015 à Rennes | Le 23 mai 2015 à Rennes |
|  |                                    | Rennes                        | 49 (9-22)              |           |                             |                             |  |  |                         |                         |  |  | Le 23 mai 2015 à Rennes | Le 23 mai 2015 à Rennes |
|  | Entente GF Bro Dreger - Ploufragan | Rennes                        | 49 (9-22)              | 0         |                             |                             |  |  |                         |                         |  |  | Le 23 mai 2015 à Rennes | Le 23 mai 2015 à Rennes |
|  | Entente GF Bro Dreger - Ploufragan | Le 19 octobre 2014 à Guérande |                        | 0         |                             |                             |  |  |                         |                         |  |  | Le 23 mai 2015 à Rennes | Le 23 mai 2015 à Rennes |
|  | Rennes                             | 59                            |                        |           |                             |                             |  |  |                         |                         |  |  | Le 23 mai 2015 à Rennes | Le 23 mai 2015 à Rennes |
|  | Rennes                             | 59                            | Rennes                 | 22 (3-13) |                             |                             |  |  |                         |                         |  |  |                         |                         |
|  |                                    |                               | Rennes                 | 22 (3-13) |                             |                             |  |  |                         |                         |  |  |                         |                         |
|  |                                    | Liffré                        | 27 (6-9)               |           |                             |                             |  |  |                         |                         |  |  |                         |                         |
|  |                                    | Liffré                        | 27 (6-9)               |           |                             |                             |  |  |                         |                         |  |  |                         |                         |
|  |                                    |                               |                        |           |                             |                             |  |  |                         |                         |  |  |                         |                         |
|  |                                    |                               |                        |           |                             |                             |  |  |                         |                         |  |  |                         |                         |
|  | Guérande                           | 31 (6-13)                     |                        |           |                             |                             |  |  |                         |                         |  |  |                         |                         |
|  | Guérande                           | 31 (6-13)                     |                        |           |                             |                             |  |  |                         |                         |  |  |                         |                         |
|  |                                    | Lorient                       | 33 (7-12)              |           |                             |                             |  |  |                         |                         |  |  |                         |                         |
|  |                                    | Lorient                       | 33 (7-12)              |           |                             |                             |  |  |                         |                         |  |  |                         |                         |
|  | Le 22 novembre 2014 à Liffré       |                               |                        |           |                             |                             |  |  |                         |                         |  |  |                         |                         |
|  |                                    |                               |                        |           |                             |                             |  |  |                         |                         |  |  |                         |                         |
|  | Liffré                             | 40 (8-16)                     |                        |           |                             |                             |  |  |                         |                         |  |  |                         |                         |
|  | Liffré                             | 40 (8-16)                     |                        |           |                             |                             |  |  |                         |                         |  |  |                         |                         |
|  |                                    | Lorient                       | 2 (0-2)                |           |                             |                             |  |  |                         |                         |  |  |                         |                         |
|  |                                    | Lorient                       | 2 (0-2)                |           |                             |                             |  |  |                         |                         |  |  |                         |                         |
|  |                                    |                               |                        |           |                             |                             |  |  |                         |                         |  |  |                         |                         |
|  |                                    |                               |                        |           |                             |                             |  |  |                         |                         |  |  |                         |                         |
|  | Liffré                             |                               |                        |           |                             |                             |  |  |                         |                         |  |  |                         |                         |
|  |                                    |                               |                        |           |                             |                             |  |  |                         |                         |  |  |                         |                         |
|  |                                    | Kerne FG                      | F                      |           |                             |                             |  |  |                         |                         |  |  |                         |                         |
|  |                                    | Kerne FG                      | F                      |           |                             |                             |  |  |                         |                         |  |  |                         |                         |
|  |                                    |                               |                        |           |                             |                             |  |  |                         |                         |  |  |                         |                         |
|  |                                    |                               |                        |           |                             |                             |  |  |                         |                         |  |  |                         |                         |
|  |                                    |                               |                        |           |                             |                             |  |  |                         |                         |  |  |                         |                         |

### Saison 2015-2016
|  | 1er tour                     | 1er tour                      |                               |          | Quarts de finale             | Quarts de finale             |  |  | Demi-finales              | Demi-finales              |  |  | Finale                  | Finale                  |
|  | 1er tour                     | 1er tour                      |                               |          | Quarts de finale             | Quarts de finale             |  |  | Demi-finales              | Demi-finales              |  |  | Finale                  | Finale                  |
|  |                              |                               |                               |          |                              |                              |  |  |                           |                           |  |  |                         |                         |
|  |                              |                               |                               |          | Le 25 octobre 2015 à Lorient | Le 25 octobre 2015 à Lorient |  |  | Le 2 avril 2016 à Lorient | Le 2 avril 2016 à Lorient |  |  | Le 21 mai 2016 à Pordic | Le 21 mai 2016 à Pordic |
|  |                              |                               |                               |          | Le 25 octobre 2015 à Lorient | Le 25 octobre 2015 à Lorient |  |  | Le 2 avril 2016 à Lorient | Le 2 avril 2016 à Lorient |  |  | Le 21 mai 2016 à Pordic | Le 21 mai 2016 à Pordic |
|  |                              |                               |                               |          | Le 25 octobre 2015 à Lorient | Le 25 octobre 2015 à Lorient |  |  | Le 2 avril 2016 à Lorient | Le 2 avril 2016 à Lorient |  |  | Le 21 mai 2016 à Pordic | Le 21 mai 2016 à Pordic |
|  |                              |                               |                               |          | Le 25 octobre 2015 à Lorient | Le 25 octobre 2015 à Lorient |  |  | Le 2 avril 2016 à Lorient | Le 2 avril 2016 à Lorient |  |  | Le 21 mai 2016 à Pordic | Le 21 mai 2016 à Pordic |
|  |                              |                               |                               |          | Le 25 octobre 2015 à Lorient | Le 25 octobre 2015 à Lorient |  |  | Le 2 avril 2016 à Lorient | Le 2 avril 2016 à Lorient |  |  | Le 21 mai 2016 à Pordic | Le 21 mai 2016 à Pordic |
|  | Lorient                      | 24 (3-15)                     |                               |          |                              |                              |  |  | Le 2 avril 2016 à Lorient | Le 2 avril 2016 à Lorient |  |  | Le 21 mai 2016 à Pordic | Le 21 mai 2016 à Pordic |
|  | Lorient                      | 24 (3-15)                     |                               |          |                              |                              |  |  | Le 2 avril 2016 à Lorient | Le 2 avril 2016 à Lorient |  |  | Le 21 mai 2016 à Pordic | Le 21 mai 2016 à Pordic |
|  |                              | GF Bro Sant-Brieg             | 23 (6-5)                      |          |                              |                              |  |  | Le 2 avril 2016 à Lorient | Le 2 avril 2016 à Lorient |  |  | Le 21 mai 2016 à Pordic | Le 21 mai 2016 à Pordic |
|  |                              | GF Bro Sant-Brieg             | 23 (6-5)                      |          |                              |                              |  |  | Le 2 avril 2016 à Lorient | Le 2 avril 2016 à Lorient |  |  | Le 21 mai 2016 à Pordic | Le 21 mai 2016 à Pordic |
|  | Le 21 novembre 2015 à Liffré |                               |                               |          |                              |                              |  |  | Le 2 avril 2016 à Lorient | Le 2 avril 2016 à Lorient |  |  | Le 21 mai 2016 à Pordic | Le 21 mai 2016 à Pordic |
|  |                              |                               |                               |          |                              |                              |  |  | Le 2 avril 2016 à Lorient | Le 2 avril 2016 à Lorient |  |  | Le 21 mai 2016 à Pordic | Le 21 mai 2016 à Pordic |
|  | Lorient                      | 10                            |                               |          |                              |                              |  |  |                           |                           |  |  | Le 21 mai 2016 à Pordic | Le 21 mai 2016 à Pordic |
|  | Lorient                      | 10                            | Le 6 septembre 2015           |          |                              |                              |  |  |                           |                           |  |  | Le 21 mai 2016 à Pordic | Le 21 mai 2016 à Pordic |
|  |                              | Rennes                        | 28                            |          |                              |                              |  |  |                           |                           |  |  | Le 21 mai 2016 à Pordic | Le 21 mai 2016 à Pordic |
|  | Liffré                       | Rennes                        | 28                            |          |                              |                              |  |  |                           |                           |  |  | Le 21 mai 2016 à Pordic | Le 21 mai 2016 à Pordic |
|  | Le 23 janvier 2016 à Nantes  |                               |                               |          |                              |                              |  |  |                           |                           |  |  | Le 21 mai 2016 à Pordic | Le 21 mai 2016 à Pordic |
|  | Trégor/Plédran               | F                             |                               |          |                              |                              |  |  |                           |                           |  |  | Le 21 mai 2016 à Pordic | Le 21 mai 2016 à Pordic |
|  | Trégor/Plédran               | F                             | Liffré                        | 15 (2-9) |                              |                              |  |  |                           |                           |  |  | Le 21 mai 2016 à Pordic | Le 21 mai 2016 à Pordic |
|  |                              |                               | Liffré                        | 15 (2-9) |                              |                              |  |  |                           |                           |  |  | Le 21 mai 2016 à Pordic | Le 21 mai 2016 à Pordic |
|  |                              | Rennes                        | 18 (2-12)                     |          |                              |                              |  |  |                           |                           |  |  | Le 21 mai 2016 à Pordic | Le 21 mai 2016 à Pordic |
|  |                              | Rennes                        | 18 (2-12)                     |          |                              |                              |  |  |                           |                           |  |  | Le 21 mai 2016 à Pordic | Le 21 mai 2016 à Pordic |
|  | Le 21 novembre 2015 à Nantes |                               |                               |          |                              |                              |  |  |                           |                           |  |  | Le 21 mai 2016 à Pordic | Le 21 mai 2016 à Pordic |
|  |                              |                               |                               |          |                              |                              |  |  |                           |                           |  |  | Le 21 mai 2016 à Pordic | Le 21 mai 2016 à Pordic |
|  | Rennes                       | 56                            |                               |          |                              |                              |  |  |                           |                           |  |  |                         |                         |
|  | Rennes                       | 56                            |                               |          |                              |                              |  |  |                           |                           |  |  |                         |                         |
|  |                              | Nantes                        | 8                             |          |                              |                              |  |  |                           |                           |  |  |                         |                         |
|  |                              | Nantes                        | 8                             |          |                              |                              |  |  |                           |                           |  |  |                         |                         |
|  |                              |                               |                               |          |                              |                              |  |  |                           |                           |  |  |                         |                         |
|  |                              |                               |                               |          |                              |                              |  |  |                           |                           |  |  |                         |                         |
|  | Nantes                       | 42 (9-15)                     |                               |          |                              |                              |  |  |                           |                           |  |  |                         |                         |
|  | Nantes                       | 42 (9-15)                     | Le 31 octobre 2015 à Locronan |          |                              |                              |  |  |                           |                           |  |  |                         |                         |
|  |                              | Vannes                        | 7 (1-4)                       |          |                              |                              |  |  |                           |                           |  |  |                         |                         |
|  | Kerne FG                     | Vannes                        | 7 (1-4)                       | 18 (4-6) |                              |                              |  |  |                           |                           |  |  |                         |                         |
|  | Kerne FG                     | Le 7 novembre 2015 à Guérande |                               | 18 (4-6) |                              |                              |  |  |                           |                           |  |  |                         |                         |
|  | Vannes                       | 22 (5-7)                      |                               |          |                              |                              |  |  |                           |                           |  |  |                         |                         |
|  | Vannes                       | 22 (5-7)                      | Nantes                        | 19 (4-7) |                              |                              |  |  |                           |                           |  |  |                         |                         |
|  |                              |                               | Nantes                        | 19 (4-7) |                              |                              |  |  |                           |                           |  |  |                         |                         |
|  |                              | Guérande                      | 7 (0-7)                       |          |                              |                              |  |  |                           |                           |  |  |                         |                         |
|  |                              | Guérande                      | 7 (0-7)                       |          |                              |                              |  |  |                           |                           |  |  |                         |                         |
|  |                              |                               |                               |          |                              |                              |  |  |                           |                           |  |  |                         |                         |
|  |                              |                               |                               |          |                              |                              |  |  |                           |                           |  |  |                         |                         |
|  | Guérande                     | 35                            |                               |          |                              |                              |  |  |                           |                           |  |  |                         |                         |
|  | Guérande                     | 35                            |                               |          |                              |                              |  |  |                           |                           |  |  |                         |                         |
|  |                              | GF Bro Leon                   | 21                            |          |                              |                              |  |  |                           |                           |  |  |                         |                         |
|  |                              | GF Bro Leon                   | 21                            |          |                              |                              |  |  |                           |                           |  |  |                         |                         |
|  |                              |                               |                               |          |                              |                              |  |  |                           |                           |  |  |                         |                         |
|  |                              |                               |                               |          |                              |                              |  |  |                           |                           |  |  |                         |                         |
|  |                              |                               |                               |          |                              |                              |  |  |                           |                           |  |  |                         |                         |

### Saison 2016-2017
|  | 1er tour                    | 1er tour                      |                        |           | Quarts de finale        | Quarts de finale        |  |  | Demi-finales                  | Demi-finales                  |  |  | Finale                    | Finale                    |
|  | 1er tour                    | 1er tour                      |                        |           | Quarts de finale        | Quarts de finale        |  |  | Demi-finales                  | Demi-finales                  |  |  | Finale                    | Finale                    |
|  |                             |                               |                        |           |                         |                         |  |  |                               |                               |  |  |                           |                           |
|  |                             |                               |                        |           | Le 15 janvier à Quimper | Le 15 janvier à Quimper |  |  | Le dimanche 23 avril à Nantes | Le dimanche 23 avril à Nantes |  |  | Le 20 mai 2017 à Ploemeur | Le 20 mai 2017 à Ploemeur |
|  |                             |                               |                        |           | Le 15 janvier à Quimper | Le 15 janvier à Quimper |  |  | Le dimanche 23 avril à Nantes | Le dimanche 23 avril à Nantes |  |  | Le 20 mai 2017 à Ploemeur | Le 20 mai 2017 à Ploemeur |
|  | Plédran                     |                               |                        |           | Le 15 janvier à Quimper | Le 15 janvier à Quimper |  |  | Le dimanche 23 avril à Nantes | Le dimanche 23 avril à Nantes |  |  | Le 20 mai 2017 à Ploemeur | Le 20 mai 2017 à Ploemeur |
|  |                             |                               |                        |           | Le 15 janvier à Quimper | Le 15 janvier à Quimper |  |  | Le dimanche 23 avril à Nantes | Le dimanche 23 avril à Nantes |  |  | Le 20 mai 2017 à Ploemeur | Le 20 mai 2017 à Ploemeur |
|  | Kerné                       |                               |                        |           | Le 15 janvier à Quimper | Le 15 janvier à Quimper |  |  | Le dimanche 23 avril à Nantes | Le dimanche 23 avril à Nantes |  |  | Le 20 mai 2017 à Ploemeur | Le 20 mai 2017 à Ploemeur |
|  | Kerné                       | 11 (1-8)                      |                        |           |                         |                         |  |  | Le dimanche 23 avril à Nantes | Le dimanche 23 avril à Nantes |  |  | Le 20 mai 2017 à Ploemeur | Le 20 mai 2017 à Ploemeur |
|  | Kerné                       | 11 (1-8)                      |                        |           |                         |                         |  |  | Le dimanche 23 avril à Nantes | Le dimanche 23 avril à Nantes |  |  | Le 20 mai 2017 à Ploemeur | Le 20 mai 2017 à Ploemeur |
|  |                             | Nantes                        | 14 (2-8)               |           |                         |                         |  |  | Le dimanche 23 avril à Nantes | Le dimanche 23 avril à Nantes |  |  | Le 20 mai 2017 à Ploemeur | Le 20 mai 2017 à Ploemeur |
|  | Nantes                      | Nantes                        | 14 (2-8)               | 16 (2-10) |                         |                         |  |  | Le dimanche 23 avril à Nantes | Le dimanche 23 avril à Nantes |  |  | Le 20 mai 2017 à Ploemeur | Le 20 mai 2017 à Ploemeur |
|  | Nantes                      | Le samedi 28 janvier à Rennes |                        | 16 (2-10) |                         |                         |  |  | Le dimanche 23 avril à Nantes | Le dimanche 23 avril à Nantes |  |  | Le 20 mai 2017 à Ploemeur | Le 20 mai 2017 à Ploemeur |
|  | Rennes B                    | 11 (1-8)                      |                        |           |                         |                         |  |  | Le dimanche 23 avril à Nantes | Le dimanche 23 avril à Nantes |  |  | Le 20 mai 2017 à Ploemeur | Le 20 mai 2017 à Ploemeur |
|  | Rennes B                    | 11 (1-8)                      | Nantes                 | 14        |                         |                         |  |  |                               |                               |  |  | Le 20 mai 2017 à Ploemeur | Le 20 mai 2017 à Ploemeur |
|  |                             |                               | Nantes                 | 14        |                         |                         |  |  |                               |                               |  |  | Le 20 mai 2017 à Ploemeur | Le 20 mai 2017 à Ploemeur |
|  |                             | Rennes A                      | 33                     |           |                         |                         |  |  |                               |                               |  |  | Le 20 mai 2017 à Ploemeur | Le 20 mai 2017 à Ploemeur |
|  |                             | Rennes A                      | 33                     |           |                         |                         |  |  |                               |                               |  |  | Le 20 mai 2017 à Ploemeur | Le 20 mai 2017 à Ploemeur |
|  | Le samedi 22 avril à Pordic |                               |                        |           |                         |                         |  |  |                               |                               |  |  | Le 20 mai 2017 à Ploemeur | Le 20 mai 2017 à Ploemeur |
|  |                             |                               |                        |           |                         |                         |  |  |                               |                               |  |  | Le 20 mai 2017 à Ploemeur | Le 20 mai 2017 à Ploemeur |
|  | Rennes A                    | 20 (4-8)                      |                        |           |                         |                         |  |  |                               |                               |  |  | Le 20 mai 2017 à Ploemeur | Le 20 mai 2017 à Ploemeur |
|  | Rennes A                    | 20 (4-8)                      | Le 6 novembre à Liffré |           |                         |                         |  |  |                               |                               |  |  | Le 20 mai 2017 à Ploemeur | Le 20 mai 2017 à Ploemeur |
|  |                             | Liffré B                      | 8 (1-05)               |           |                         |                         |  |  |                               |                               |  |  | Le 20 mai 2017 à Ploemeur | Le 20 mai 2017 à Ploemeur |
|  | Liffré B                    | Liffré B                      | 8 (1-05)               | 20 (3-5)  |                         |                         |  |  |                               |                               |  |  | Le 20 mai 2017 à Ploemeur | Le 20 mai 2017 à Ploemeur |
|  | Liffré B                    | Le 14 janvier à Liffré        |                        | 20 (3-5)  |                         |                         |  |  |                               |                               |  |  | Le 20 mai 2017 à Ploemeur | Le 20 mai 2017 à Ploemeur |
|  | Lorient                     | 12 (3-3)                      |                        |           |                         |                         |  |  |                               |                               |  |  | Le 20 mai 2017 à Ploemeur | Le 20 mai 2017 à Ploemeur |
|  | Lorient                     | 12 (3-3)                      | Rennes A               | 7 (0-7)   |                         |                         |  |  |                               |                               |  |  |                           |                           |
|  |                             |                               | Rennes A               | 7 (0-7)   |                         |                         |  |  |                               |                               |  |  |                           |                           |
|  |                             | Liffré A                      | 23 (5-8)               |           |                         |                         |  |  |                               |                               |  |  |                           |                           |
|  |                             | Liffré A                      | 23 (5-8)               |           |                         |                         |  |  |                               |                               |  |  |                           |                           |
|  |                             |                               |                        |           |                         |                         |  |  |                               |                               |  |  |                           |                           |
|  |                             |                               |                        |           |                         |                         |  |  |                               |                               |  |  |                           |                           |
|  | Liffré A                    | 41 (8-17)                     |                        |           |                         |                         |  |  |                               |                               |  |  |                           |                           |
|  | Liffré A                    | 41 (8-17)                     | Le 5 novembre à Brest  |           |                         |                         |  |  |                               |                               |  |  |                           |                           |
|  |                             | Vannes                        | 0 (0-0)                |           |                         |                         |  |  |                               |                               |  |  |                           |                           |
|  | Brest                       | Vannes                        | 0 (0-0)                | 6 (0-6)   |                         |                         |  |  |                               |                               |  |  |                           |                           |
|  | Brest                       |                               |                        | 6 (0-6)   |                         |                         |  |  |                               |                               |  |  |                           |                           |
|  | Vannes                      | 26 (7-5)                      |                        |           |                         |                         |  |  |                               |                               |  |  |                           |                           |
|  | Vannes                      | 26 (7-5)                      | Pordic                 | 4 (1-01)  |                         |                         |  |  |                               |                               |  |  |                           |                           |
|  |                             |                               | Pordic                 | 4 (1-01)  |                         |                         |  |  |                               |                               |  |  |                           |                           |
|  |                             | Liffré A                      | 46 (7-26)              |           |                         |                         |  |  |                               |                               |  |  |                           |                           |
|  |                             | Liffré A                      | 46 (7-26)              |           |                         |                         |  |  |                               |                               |  |  |                           |                           |
|  |                             |                               |                        |           |                         |                         |  |  |                               |                               |  |  |                           |                           |
|  |                             |                               |                        |           |                         |                         |  |  |                               |                               |  |  |                           |                           |
|  | Pordic                      |                               |                        |           |                         |                         |  |  |                               |                               |  |  |                           |                           |
|  |                             |                               |                        |           |                         |                         |  |  |                               |                               |  |  |                           |                           |
|  |                             | Guérande                      | F                      |           |                         |                         |  |  |                               |                               |  |  |                           |                           |
|  |                             | Guérande                      | F                      |           |                         |                         |  |  |                               |                               |  |  |                           |                           |
|  |                             |                               |                        |           |                         |                         |  |  |                               |                               |  |  |                           |                           |
|  |                             |                               |                        |           |                         |                         |  |  |                               |                               |  |  |                           |                           |
|  |                             |                               |                        |           |                         |                         |  |  |                               |                               |  |  |                           |                           |

## Sources